# Ektorp

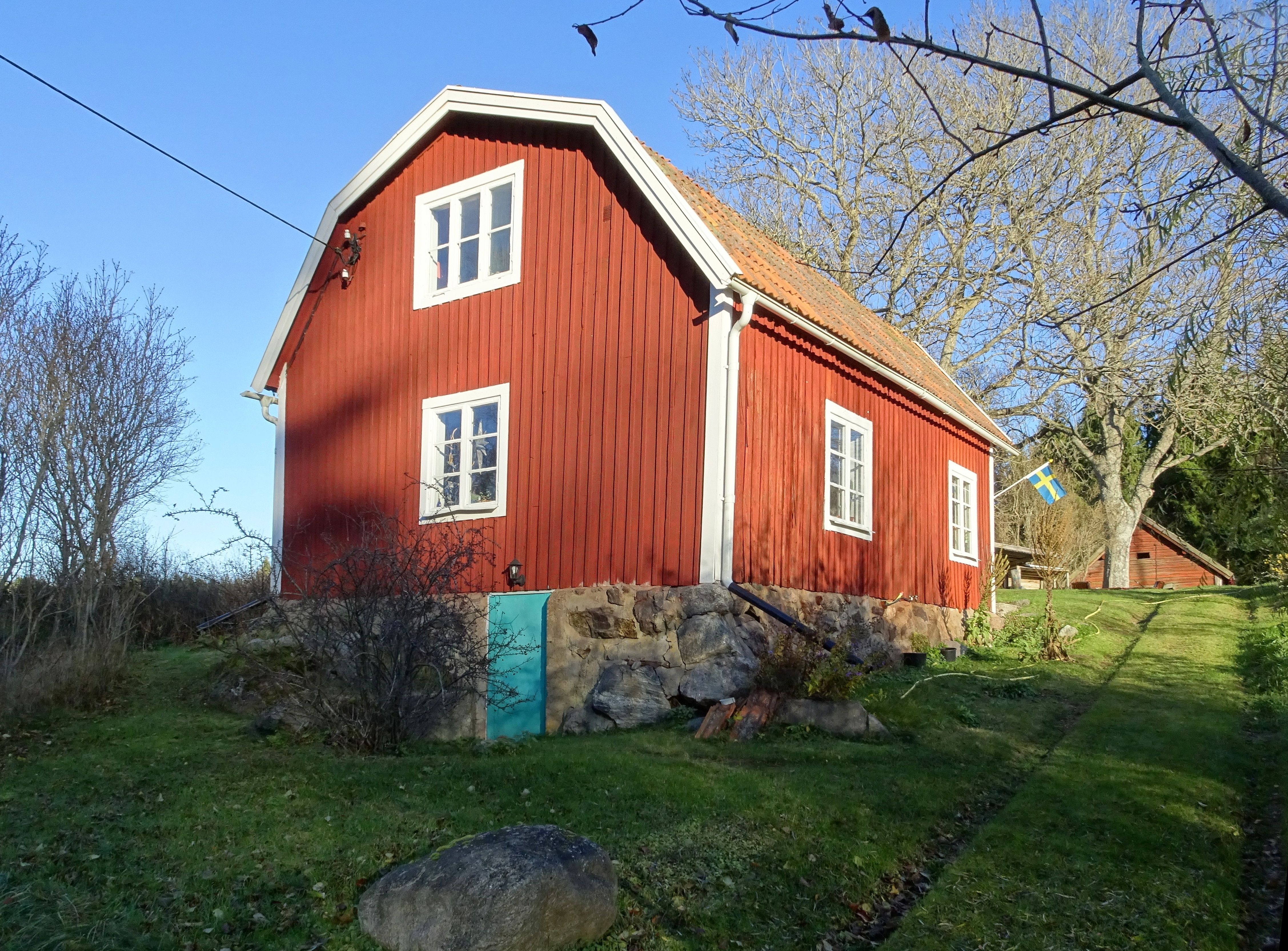
Ektorp i november 2017.

Ektorp (äldre namn Eketorp) är ett tidigare säteri och fideikommiss i Västerhaninge socken i Haninge kommun. Ektorps nuvarande huvudbyggnad ligger ensligt ungefär en kilometer norr om länsväg 257 och två kilometer öster om Pålamalmsvägen i höjd med Pålamalm. Ektorps historia är även förknippat med den för granngården Riksten och släkten Cederström.

## Historik
Ektorp hette även Borgmästartorp efter borgmästaren Olof Gregersson i Stockholm (se även Kvarteret Pygmalion i Gamla stan där Olof Gregersson hade ett hus). Han fick egendomen 1594 av kung Karl IX för ”väl utförda tjänster” och kallades av kungen den ”ärlige och välwise”.

### Ektorp under Cederström

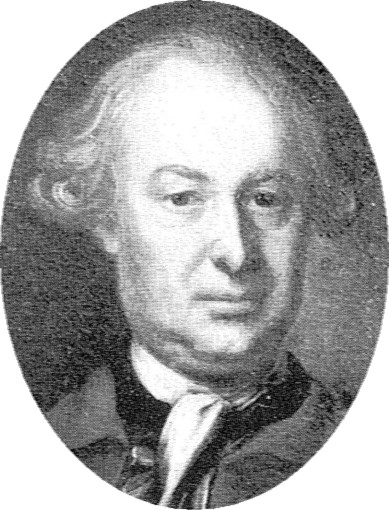
Anders Cederström (1729-1793) bildade 1791 fideikommisset Ektorp

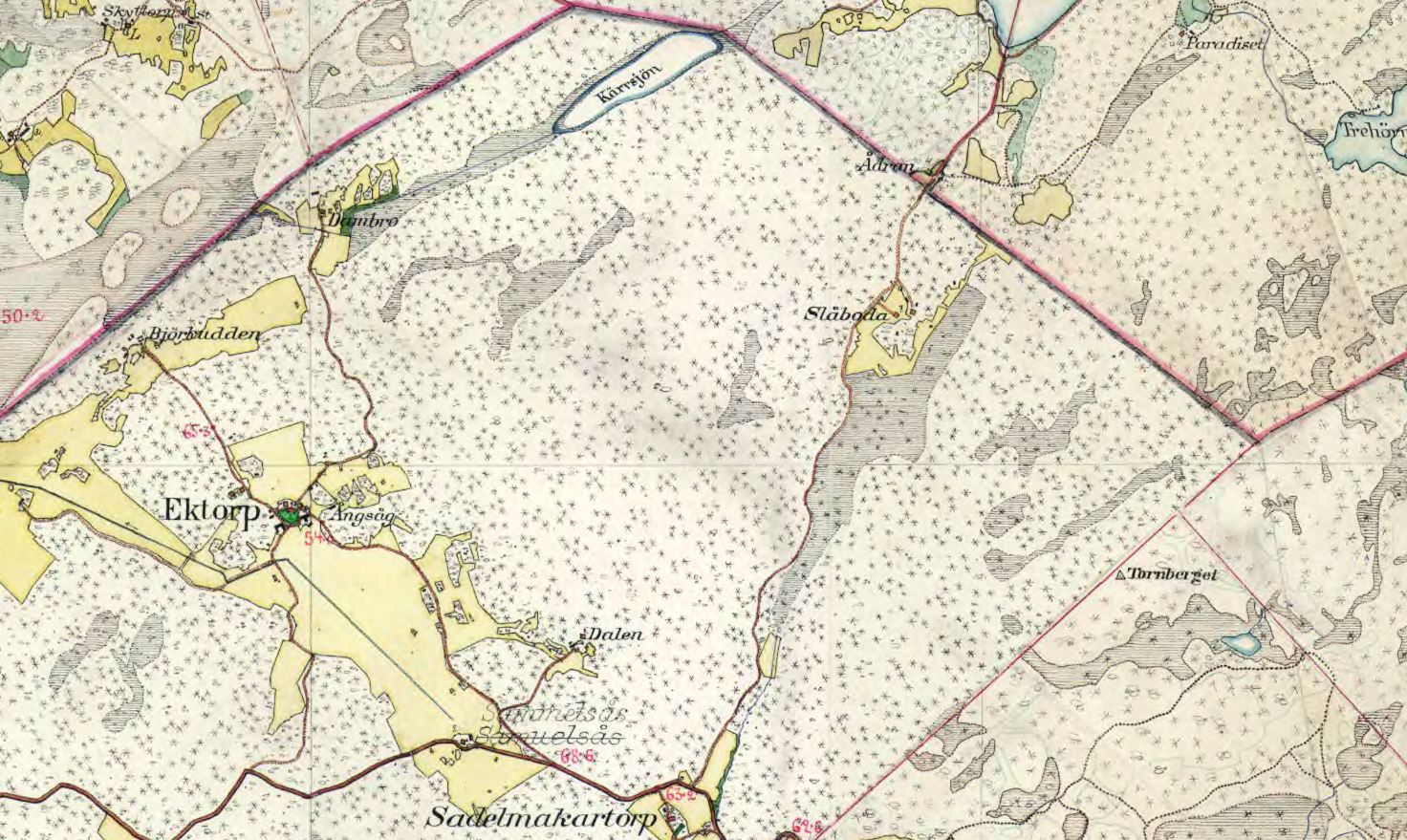
Ektorp på Häradsekonomiska kartan.

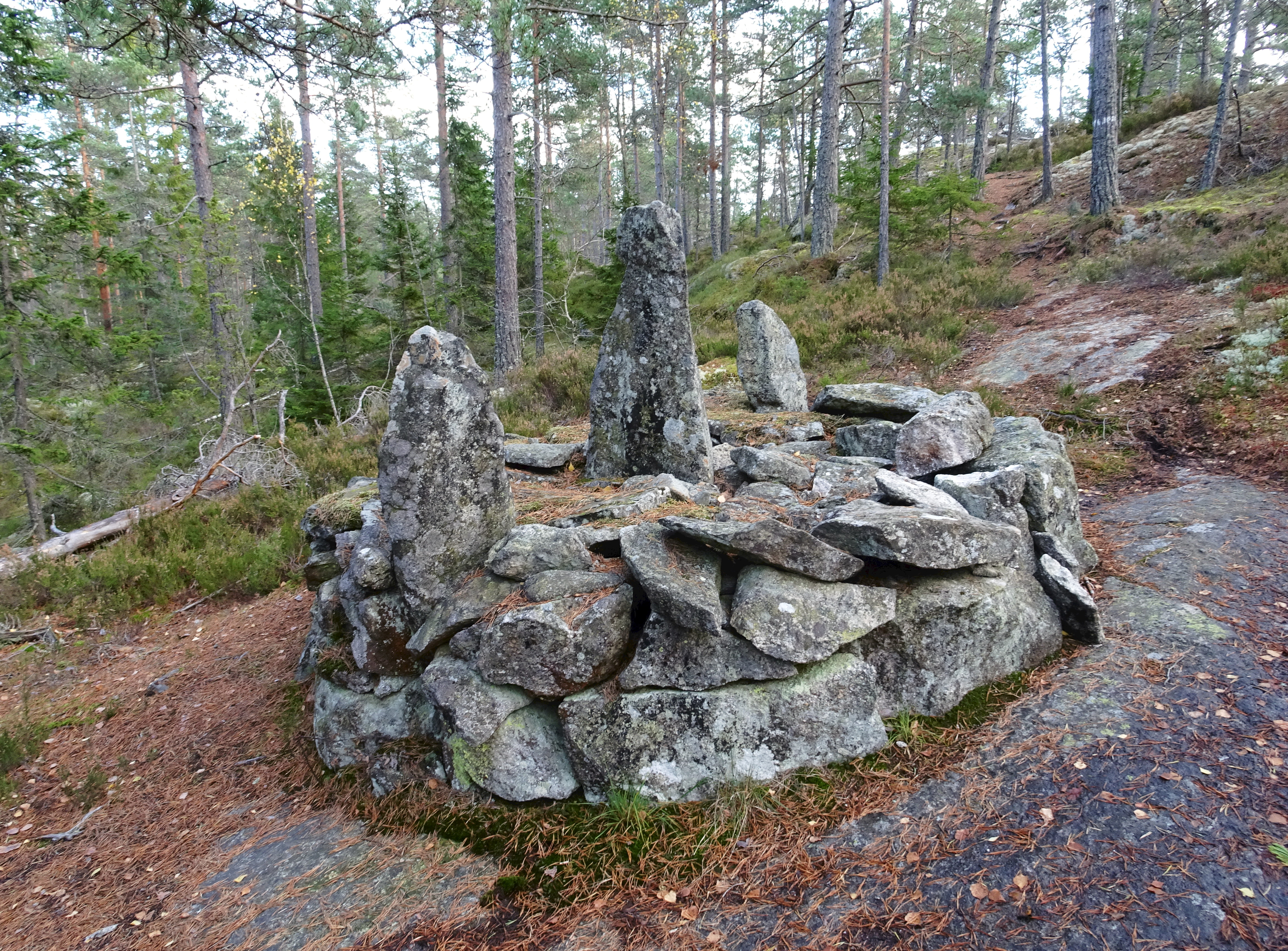
Gränsröse vid Tornberget.

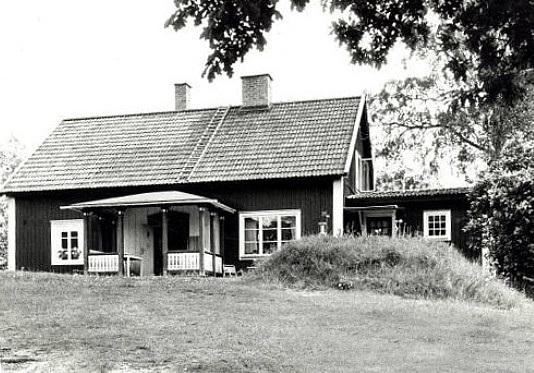
Sadelmakartorpet 1968.

Ektorp tillhörde från 1704 ätten Cederström. Den första var riksrådet Olof Cederström (1679–1745) son till biskopen i Västerås, Carolus Carlsson. År 1791 blev Ektorp fideikommiss genom dennes son friherren Anders Cederström (1729–1793). Till fideikommisset hörde även Beatelund på Värmdö. Dessa fideikommiss innehades sedan i tur och ordning av sonen, understallmästaren Anders Cederström (1778–1832), av dennes son, vice häradshövdingen Anders Cederström (1805–1885), av dennes son, riksdagsmannen Anders Cederström i Sanda (1834–1894) och dennes son, filosofie licentiat Anders Cederström (1865–1921). Han sålde Beatelund och bildade ett fideikommisskapital.
Den siste innehavaren av fideikommisset och sjätte Anders i släkten Cederström var friherren och agronomen Anders Cederström (1896–1973), som 1921 erhöll Ektorp i arv. För delar av Beatelunds fideikommisskapital inköpte han granngården, Riksten, dit Beatelunds fideikommiss flyttades 1923. Av båda egendomar bildade han sedan fideikommisset Riksten–Ektorp.
Egendomen sträckte sig i norr till Rikstens ägor, där även gränsen mellan Botkyrka socken och Västerhaninge socken går. I nordost gick Ektorp till Lissma gårds marker i Huddinge socken. Gränsen för egendomen var samtidigt sockengränsen. I sydost vidtog Skogs-Ekeby och Hammar gård. Till Ekeby hörde även nordvästra delen av Tornberget, men inte själva toppen som låg på Skogs-Ekebys sida. 
På Tornbergets nordöstra sluttning finns fortfarande ett ståtligt gränsröse som markerar punkten där Ektorps, Skogs-Ekebys och Hammars egendomar möttes. Längst i norr ingick även Kärrsjön. År 1870 uppges Ektorp utgöra ¼ mantal frälse-säteri, tillsammans med underlydande Samuelsås (½ mtl.) och Sadelmakartorp (¼ mtl.) blev det 1 mantal. På Häradsekonomiska kartan från år 1900 uppges en ångsåg vid Ektorp.

## Bebyggelsen
Från färdvägen till och från Södertälje (nuvarande länsväg 257 – Södertäljevägen) ledde bruksvägen fram till gården. Idag är förbindelsen avklippt sedan länsvägen byggdes om. Det öppna landskapet söder om Ektorp domineras av gårdens stora ladugård som byggdes i början av 1900-talet. Framme vid gården märks ett äldre magasin och ett mindre knuttimrat förråd. Själva mangården är ett enkelt hus i 1½ våningar under ett brutet sadeltak och troligen uppfört på 1700-talet.
Under Ektorp låg några torp såsom Dalen, Slåboda, Samuelsås och Sadelmakartorp, även kallat Sadelmakarkrogen efter en krog som fanns där. Sadelmakartorpet är beläget cirka 1,7 kilometer sydost om Ektorp vid dagens länsväg 257 och finns fortfarande kvar. Torpet var även bostället för Ektorps skogvaktare. En av dem, Gustaf Adolf Carlsson (1861–1943), beskrivs av Ivar Lo-Johansson i boken Pubertet. Det handlar om skogvaktaren på Ektorp som satte sig upp mot ägaren, Anders Cederström, och fick flytta.
Slåboda finns också bevarat, medan Dalen och Samuelsås är försvunna. Samuelsås låg intill färdvägen mot Södertälje och bestod av en äldre enkelstuga med visthusbod på framsidan. Visthusboden var försedd med så kallad gavelsvale. Torpet nyttjades på 1980-talet som scoutstuga och brann ner år 2000.

## Naturreservat
Ektorp blev en del i det stora markförvärvet ”Rikstens Nationalpark” som Stockholms stad genomförde i december 1997. År 2010 förvärvade Haninge kommun den östra delen, skogsfastigheten Ektorp 2:3, för att där inrätta Tornbergets naturreservat. Köpeskillingen för Ektorp 2:3 (omfattande 504 hektar) bestämdes till 22,5 miljoner kronor. Reservatet omfattar en area om 360 hektar.

## Bilder

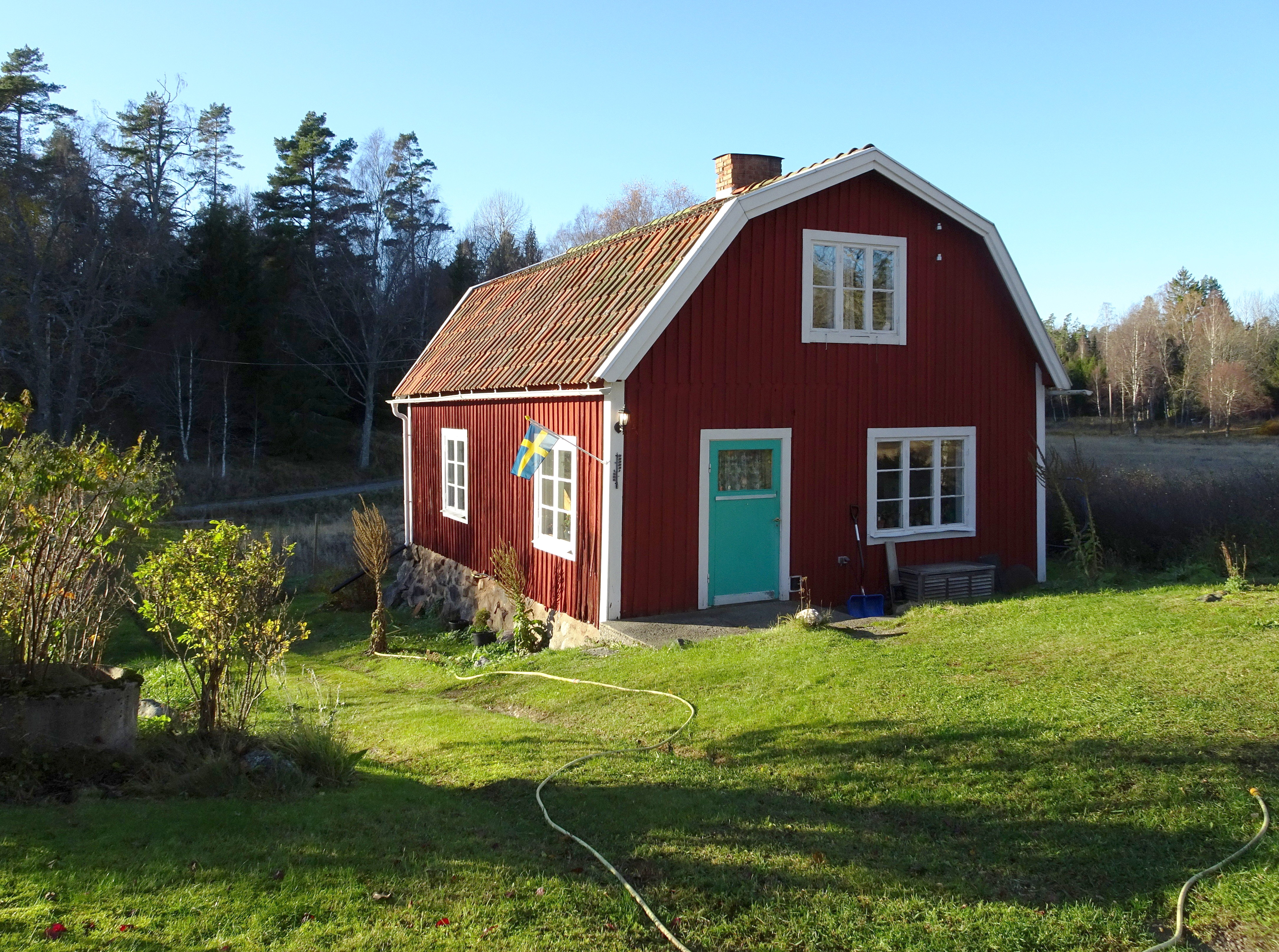
Mangården.
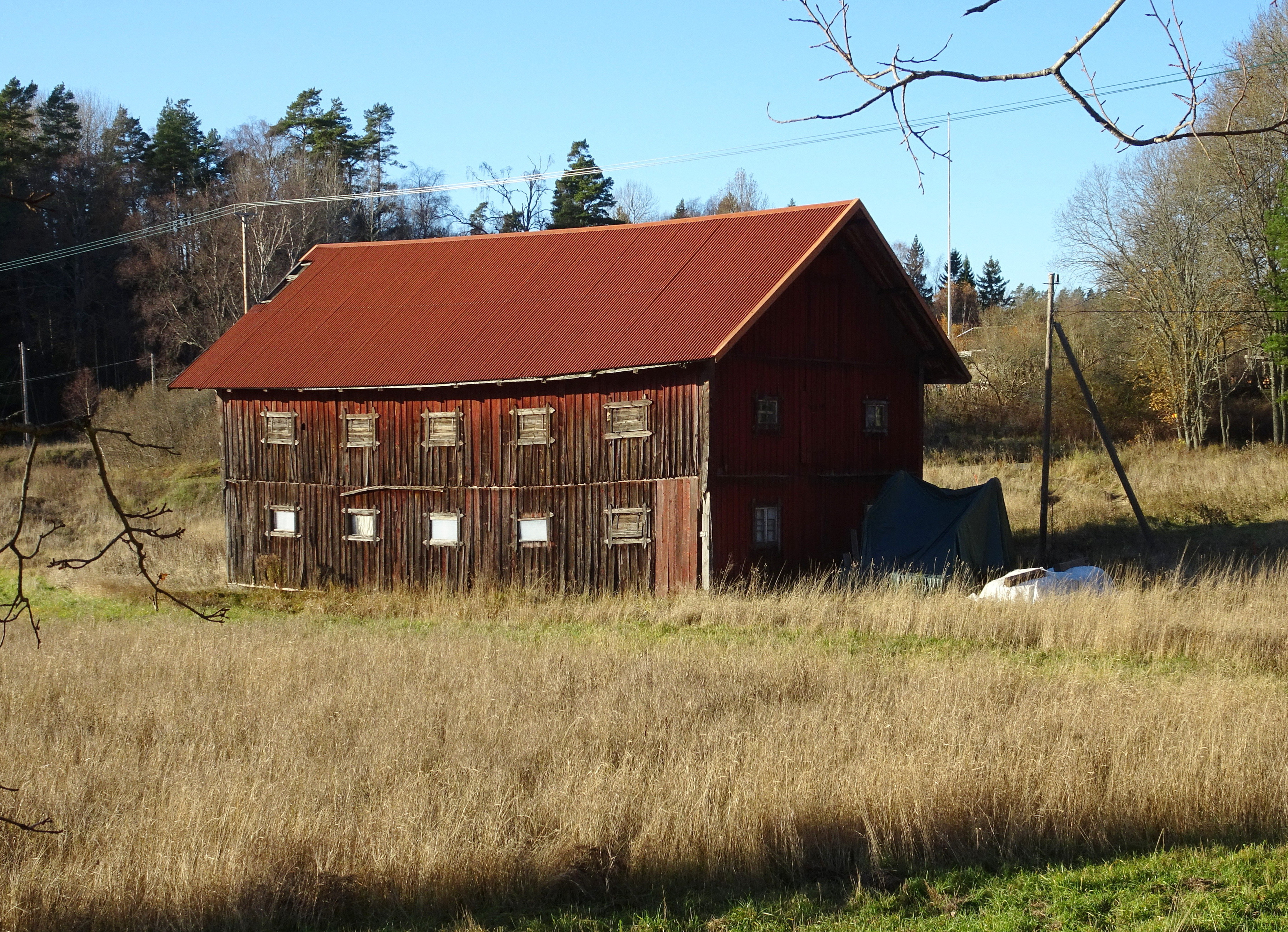
Magasinsbyggnad.
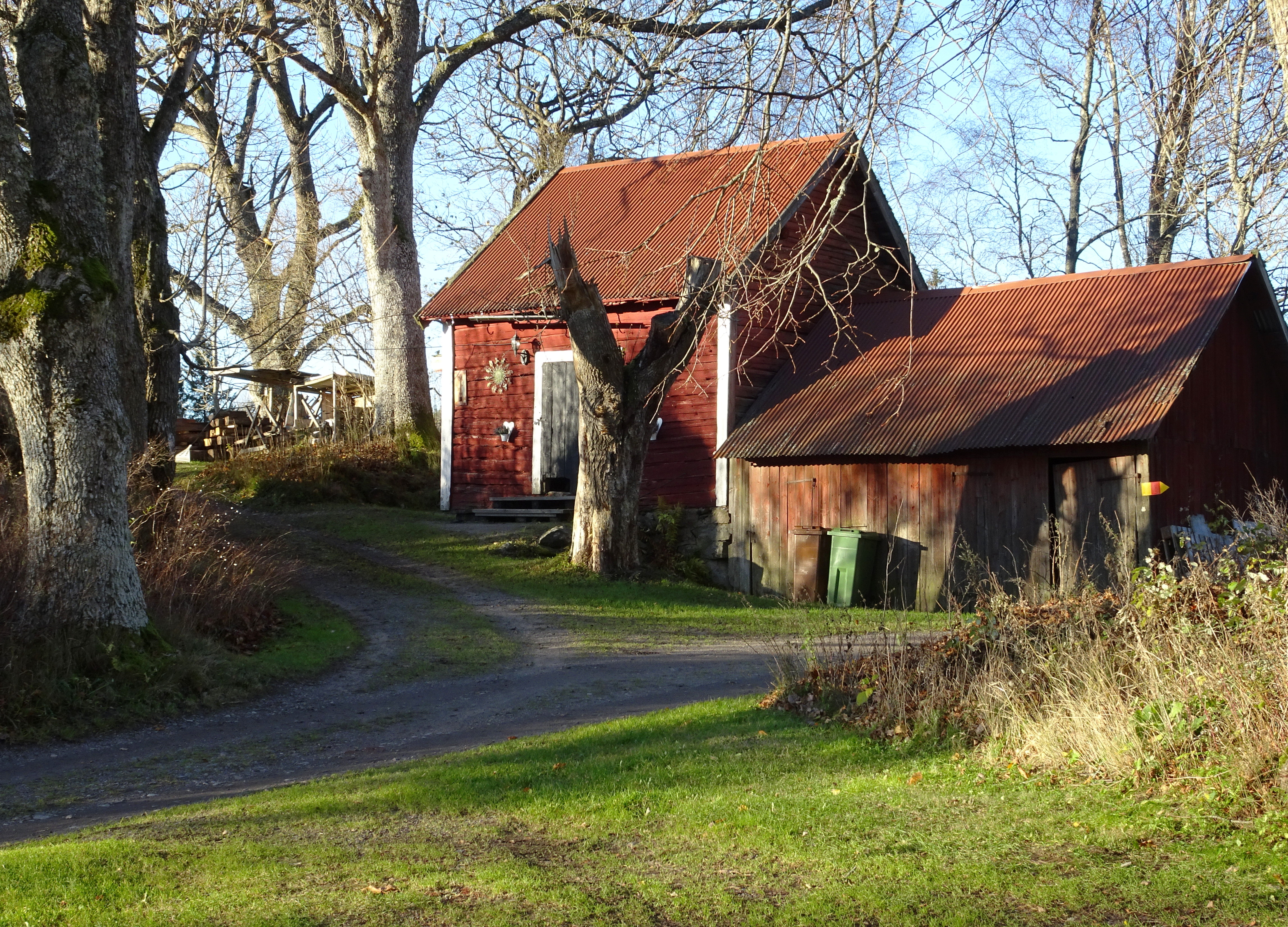
Förrådsbyggnader.
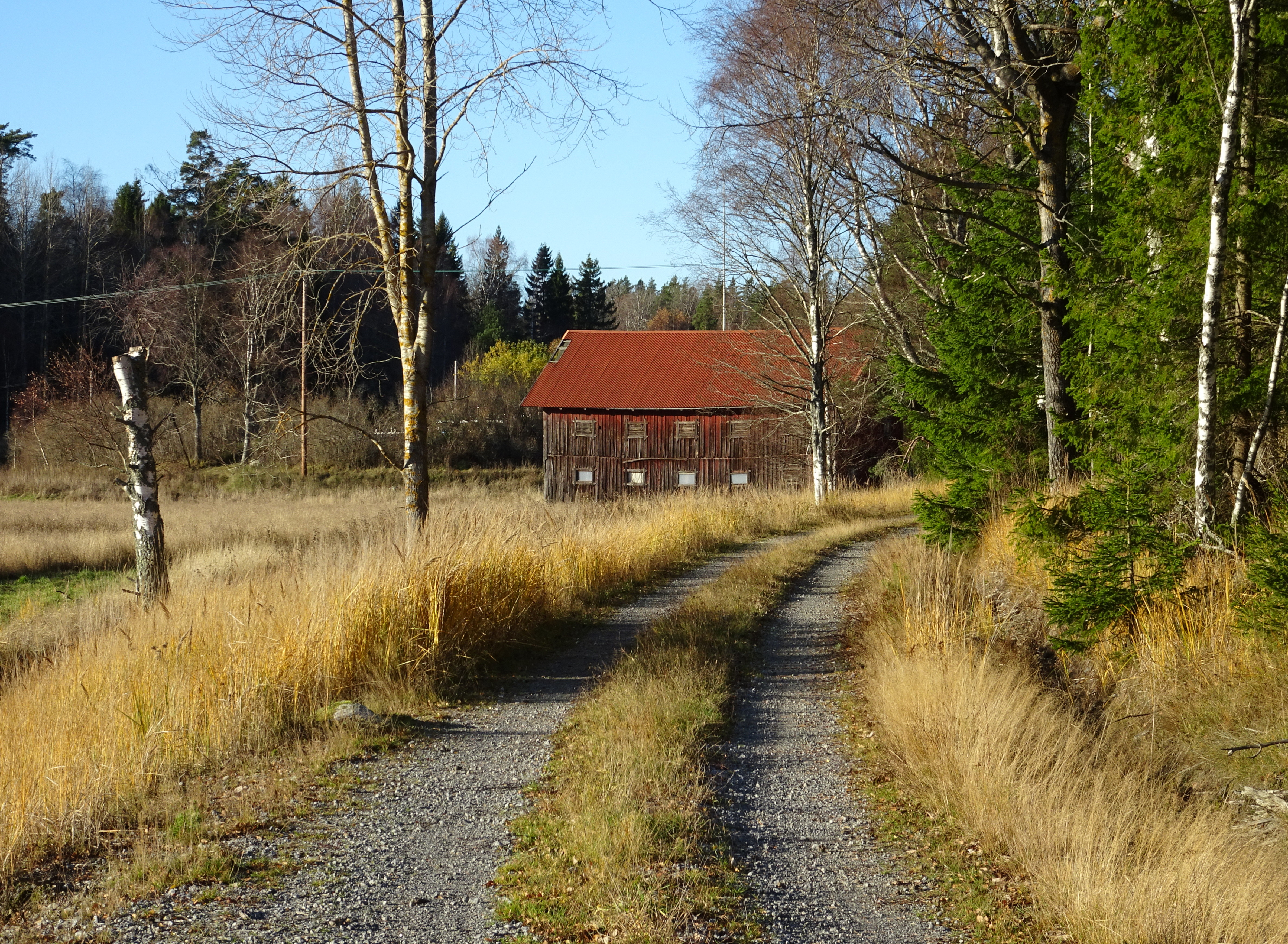
Bruksvägen.
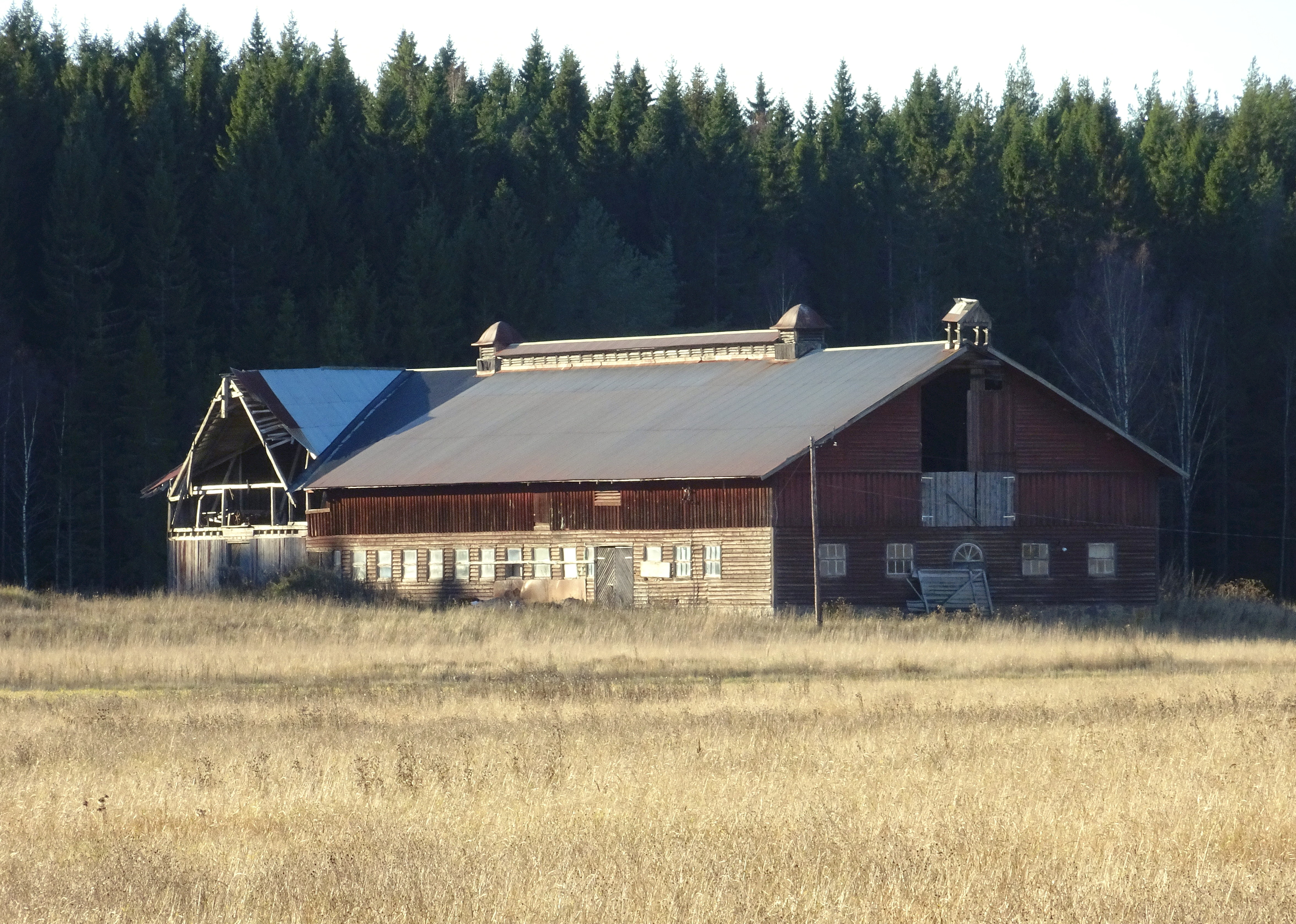
Ladugården.